# Marionina glandulifera
Marionina glandulifera är en ringmaskart som först beskrevs av Carl-Axel Jansson 1960.  Marionina glandulifera ingår i släktet Marionina och familjen småringmaskar. Arten är reproducerande i Sverige. Inga underarter finns listade i Catalogue of Life.